# Imperial War Museum
Imperial War Museum er et museum i London, etableret i 1917, som viser konflikter fra det 20. århundrede og senere, især hvor Storbritannien har været involveret. Museet indeholder militære køretøjer, våben, krigsminder, et bibliotek, et fotoarkiv og en kunstsamling samt andet krigsrelateret. Museet er delvist subsidieret af regeringen, men er også afhængigt af individuelle bidrag. 

## Museet
Genstandene på museet er ikke udelukkende britiske, men inkluderer også andre nationers krige fra den tid, især Frankrig, USA, Tyskland, Italien og Rusland. De store samlinger indeholder over 15.000 malerier, tegninger og skulpturer og over 30.000 plakater. 
Udenfor hovedindgangen er monteret to 15" søværnskanoner fra tidligere Royal Navy krigsskibe. Kanonen til venstre stammer fra HMS Ramillies, et krigsskib som tjente fra 1916 til 1941. Kanonen til højre (som set fra museet) var monteret på krigsskibet HMS Resolution, som var i tjeneste fra 1915 til 1938 og var monteret på HMS Roberts, som tog del i D-dag bombardementerne.

## Historie
Imperial War Museum lå fra sin grundlæggelse i det nye Crystal Palace. Museet blev grundlagt der i 1917 for at hylde de døde i 1. verdenskrig (som endnu ikke var slut). Da Crystal Palace brændte ned 30. november 1936, måtte man finde et nyt sted. Man blev enige om at bruge en bygning i Lambeth. Bygningen, designet af Sydney Smirke, var oprindeligt et sindssygehospital, Bethlem Royal Hospital (eller bare "Bedlam"). I 1939 begyndte museet at inkludere effekter der relaterede til 2. verdenskrig, og i 1953 begyndte den nuværende politik med at inkludere effekter fra alle moderne britiske konflikter.

## Besøg på museet
Indgang er gratis, men der kan dog være entre for specielle udstillinger. Donationer accepteres. Museet er åbent dagligt fra 10.00 til 18.00. 

### NærmesteUndergroundstationer
- Lambeth North tube Station
- Waterloo Station
- Southwark tube Station
- Elephant & Castle Station

### Nærmeste jernbanestationer
- Waterloo Station
- Elephant & Castle Station

## Andre afdelinger
Museet har også andre afdelinger i Det Forenede Kongerige:
- Churchill Museum and Cabinet War Rooms hjemmeside Arkiveret 3. juni 2004 hos  Wayback Machine

Placeret i bunkeren som var nervecenteret den britiske indsats under 2. verdenskrig.
- HMS Belfast hjemmeside Arkiveret 3. juni 2004 hos  Wayback Machine

Et krigsskib der ligger fortøjet i Themsen.
- Imperial War Museum Duxford, Cambridge hjemmeside Arkiveret 5. juni 2004 hos  Wayback Machine

Et luftfartsmuseum med mange militære fly.
- The Imperial War Museum North (Manchester) hjemmeside Arkiveret 2. april 2004 hos  Wayback Machine

Åbnede I 2002 for at også folk fra det nordlige skulle kunne se museets samlinger.